# Gerti Eichler
Gerti Eichler (* um 1930) ist eine deutsche Schauspielerin.

## Wirken
Eichler begann ihre Karriere in den 1950er-Jahren als Theaterschauspielerin; 1956 spielte sie in Samuil Marschaks Märchenspiel Das Tierhäuschen (Regie Hans-Dieter Schmidt). Ab den 1960er-Jahren wirkte sie in einer Reihe von Serien des Fernsehens der DDR mit; ihre erste Rolle hatte sie in dem Fernsehfilm Aufruhr im Kollegium (1960, Regie Otto Dierichs). In den folgenden Jahrzehnten war sie in TV-Serien wie Blaulicht (1964), ABC der Liebe (1974), Die Lindstedts (1976), Geschichten übern Gartenzaun (1982) und Der Staatsanwalt hat das Wort  zu sehen. 1974 wirkte sie in der Folge Nachttaxi der Kriminalserie Polizeiruf 110 mit; 1990 war sie in der Polizeiruf-Folge Tödliche Träume zu sehen. Ihren letzten Fernsehauftritt hatte Eicher 1999 in einer Folge der TV-Serie In aller Freundschaft.
Des Weiteren war sie als Sprecherin bei Animationsfilm- und Hörspielproduktionen (u. a. Das Hühnchen Katrinchen, Der Traumzauberbaum und Tom Sawyers großes Abenteuer) tätig und hatte Engagements an DDR-Theaterbühnen.
Ihr Sohn ist der Journalist Till Ehrlich (* 1964). Ihre Tochter ist die Schauspielerin Henriette Ehrlich.

## Filmografie
- 1960: Aufruhr im Kollegium
- 1962: Peter und der Kaktus (Regie Rainer R. Lange)
- 1964: Blaulicht (TV-Serie)
- 1965: Der Staatsanwalt hat das Wort: Das Haus am See (Fernsehreihe)
- 1974: ABC der Liebe(TV-Serie)
- 1974: Polizeiruf 110: Nachttaxi  (Fernsehreihe)
- 1976: Die Lindstedts (TV-Serie)
- 1982–85: Geschichten übern Gartenzaun (TV-Serie)
- 1986: Der Staatsanwalt hat das Wort: Die Kette
- 1990  Polizeiruf 110: Tödliche Träume
- 1999: In aller Freundschaft (TV-Serie)